# Dear Mr. President
Dear Mr. President ist ein Rocksong der US-amerikanischen Sängerin Pink, der 2006 auf ihrem vierten Studioalbum I’m Not Dead veröffentlicht wurde. Der Text ist ein offener Brief an den damaligen US-Präsidenten George W. Bush.

## Entstehung
Pink schrieb das Lied in Zusammenarbeit mit Billy Mann und sang es gemeinsam mit den Indigo Girls ein. Eine Veröffentlichung als Single war ursprünglich nicht geplant, um nicht den Verdacht der Kommerzialisierung aufkommen zu lassen. Schließlich wurde sie doch veröffentlicht; im deutschsprachigen Raum erschien sie am 27. April 2007 bei Sony BMG.

## Inhalt
Das Lied besteht aus einer Reihe von rhetorischen Fragen in anklagendem Ton an den Präsidenten wie etwa: „Was fühlst du, wenn du all die Obdachlosen auf der Straße siehst?“ Bush wurde damals für die langsam anlaufende Hilfe für die Obdachlosen nach Hurrikan Katrina kritisiert. Mit der Passage „Wie träumst du, wenn eine Mutter keine Chance hat Abschied zu nehmen?“ wird auf den Irakkrieg und die tausenden gefallenen US-Soldaten Bezug genommen.
Mit der Passage „No child is left behind“ (etwa „Kein Kind wird zurückgelassen“) spielt sie auf den No Child Left Behind Act an, ein umstrittenes Gesetz aus dem Jahr 2001.
Die Frage „Welcher Vater würde seiner eigenen Tochter ihre Rechte nehmen?“ kritisiert die Haltung Bushs als Abtreibungsgegner.
Ein weiteres Thema des Liedes ist Homosexualität – „Welcher Vater würde seine Tochter hassen, wenn sie lesbisch wäre?“ Bush ist ein Gegner von homosexuellen Partnerschaften. Dies wurde vor allem kontrovers diskutiert, als sich die Tochter seines Vizepräsidenten Dick Cheney zu ihrer lesbischen Liebe bekannte. Mit „Du hast es weit gebracht seit Whiskey und Kokain“ spielt Pink auf die Jugend von Bush an. So soll er stark dem Alkohol zugesprochen haben. Weiterhin wird vermutet, dass Bush 1972 festgenommen werden sollte und bei ihm Kokain gefunden wurde.
Englischer Originaltext:
1. ↑  What do you feel when you see all the homeless on the street?
2. ↑  How do you dream when a mother has no chance to say goodbye?
3. ↑  What kind of father would take his own daughter’s rights away?
4. ↑  What kind of father might hate his own daughter if she were gay?
5. ↑  You’ve come a long way from whiskey and cocaine

## Rezeption

### Preise
2008 wurde das Lied mit dem österreichischen Amadeus Austrian Music Award zur Single des Jahres international gekürt.

### Charts und Chartplatzierungen
| ChartsChartplatzierungen | Höchstplatzierung | Wochen |
| ------------------------ | ----------------- | ------ |
| Deutschland (GfK)        | 3 (39 Wo.)        | 39     |
| Österreich (Ö3)          | 1 (31 Wo.)        | 31     |
| Schweiz (IFPI)           | 3 (59 Wo.)        | 59     |

| ChartsJahrescharts (2007) | Platzierung |
| ------------------------- | ----------- |
| Deutschland (GfK)         | 13          |
| Österreich (Ö3)           | 3           |
| Schweiz (IFPI)            | 8           |

### Auszeichnungen für Musikverkäufe
| Land/Region        | Auszeichnungen für Musikverkäufe (Land/Region, Auszeichnung, Verkäufe) | Verkäufe |
| ------------------ | ---------------------------------------------------------------------- | -------- |
| Australien (ARIA)  | 3× Platin                                                              | 210.000  |
| Deutschland (BVMI) | Platin                                                                 | 300.000  |
| Kanada (MC)        | Gold                                                                   | 40.000   |
| Österreich (IFPI)  | Platin                                                                 | 30.000   |
| Insgesamt          | 1× Gold · 5× Platin ·                                                  | 580.000  |

Hauptartikel: Pink (Musikerin)/Auszeichnungen für Musikverkäufe